# Kadiluk
Un kadiluk o cadiat (turc: kadılık), en alguns casos equivalent a una kaza, fou una divisió administrativa del l'Imperi Otomà, que indicava el territori sotmès a un kadı, cadi o jutge.
Podien haver diversos kadiluks en un sanjak. El deure del cadi s'estenia més enllà del d'un jutge modern; a més de l'aplicació de la llei, els kadıs es dedicaven a qüestions com la fiscalitat i la prescripció.